# Кверчето (Козенца)
Кверчето је насеље у Италији у округу Козенца, региону Калабрија.
Према процени из 2011. у насељу је живело 68 становника. Насеље се налази на надморској висини од 771 м.